# John Denver

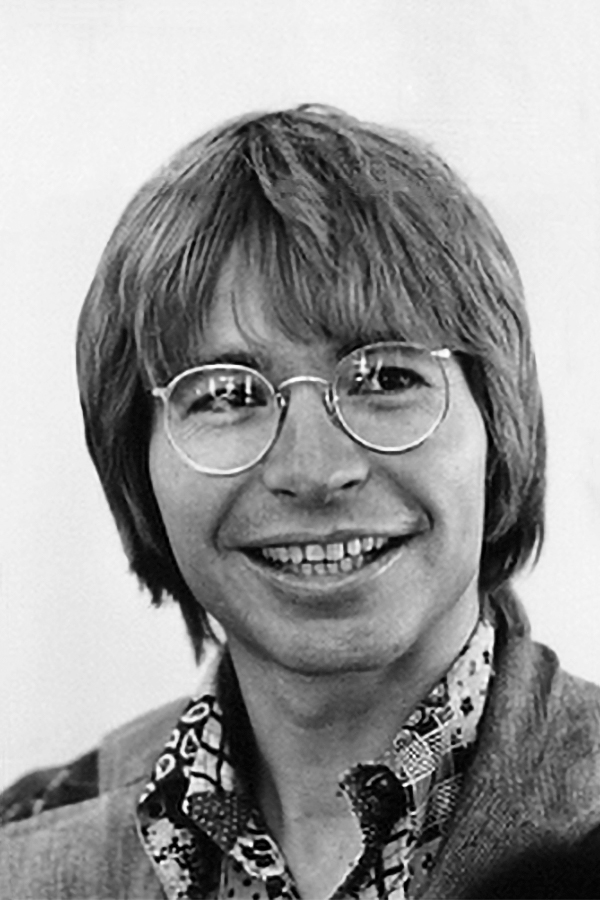
John Denver (1975)

John Denver (* 31. Dezember 1943 als Henry John Deutschendorf jr. in Roswell, New Mexico; † 12. Oktober 1997 in der Monterey Bay, Kalifornien) war ein US-amerikanischer Country- und Folk-Sänger und -Songwriter. Er war mit seiner Musik in den Pop-, Country- und Easy-Listening-Hitlisten erfolgreich.
Seinen Durchbruch hatte er 1971 mit Take Me Home, Country Roads. Mit Sunshine on My Shoulders, Annie’s Song, Thank God I’m a Country Boy und I’m Sorry erreichte er zwischen 1973 und 1975 Platz eins der US-Single-Charts. Leaving on a Jet Plane, Rocky Mountain High und Back Home Again sind weitere seiner bekannten und erfolgreichen Kompositionen.

## Leben

### Kindheit und Jugend
Henry John Deutschendorf jr. wurde 1943 in Roswell in New Mexico geboren, wo sein deutschamerikanischer Vater als Luftwaffenpilot in der Air-Force-Base stationiert war. Seine Kindheit war von zahlreichen Ortswechseln geprägt, die der Beruf seines Vaters mit sich brachte. Nach einem Umzug nach Tucson lernte er mit elf Jahren auf einer alten Gibson, die er von seiner Großmutter geschenkt bekommen hatte, Gitarre zu spielen. Er sang im Kirchenchor und spielte in lokalen Rockbands.
Während eines Architekturstudiums in Lubbock, Texas hatte er seine ersten Auftritte. Seine Begeisterung für die Musik war so groß, dass er 1964 das Studium abbrach und nach Los Angeles zog, um sich der dortigen Folk-Szene anzuschließen. Hier arbeitete er tagsüber als technischer Zeichner, abends spielte er in Folk-Clubs. Seinen Namen „Deutschendorf“ änderte er in „Denver“, nach der Hauptstadt des US-Bundesstaates Colorado.

### Karriere
Zunächst tingelte er durch Cafés und Clubs, bis ihn Folk-Impresario Randy Sparks für das Ledbetter’s engagierte. 1965 bemühte er sich um einen freigewordenen Platz im Chad Mitchell Trio, setzte sich gegen 250 Mitbewerber durch und wurde engagiert. Chad Mitchell verließ bald darauf das Trio, und die Gruppe nannte sich von nun an Denver, Boise and Johnson. 1967 heiratete Denver Ann Marie Martell, genannt Annie. Zwei Jahre später trennte sich die Band, und Denver zog mit seiner Frau nach Aspen in die Rocky Mountains.
Sein Manager Jerry Weintraub vermittelte Denver 1969 einen Schallplattenvertrag bei RCA. Im selben Jahr erschien sein erstes Album Rhymes and Reasons. Es verkaufte sich schlecht, enthielt aber Leaving on a Jet Plane, das Ende 1969 durch Peter, Paul and Mary bekannt wurde und Platz eins der US-Hitparade erreichte. Auch die Folgeproduktionen Take Me to Tomorrow und Whose Garden Was This? aus dem Jahr 1970 erhielten zwar gute Kritiken, waren aber nicht so erfolgreich wie das nächste Album Poems, Prayers, Promises aus dem Jahr 1971 mit seiner ersten Hitsingle Take Me Home, Country Roads. Der Song eroberte in zahlreichen Ländern die Hitparaden, wurde weltweit zu einem der bekanntesten Hits der 1970er Jahre und zu einem Evergreen der Country-Musik. Für die Single erhielt Denver Gold, für das Album Platin.
Das fünfte Album Aerie aus dem Jahr 1972 etablierte Denver endgültig unter den profilierten Singer-Songwritern. John Denver’s Greatest Hits erschien im November 1973 und war so erfolgreich, dass sich der Sampler zwei Jahre lang in den Hitlisten hielt. Ebenfalls 1973 zeichnete die BBC sechs Episoden der John Denver Show auf, die Denver mit seinen beiden Freunden Bill und Taffy Danoff und wechselnden Stargästen wie David Essex, Donovan und Paul Williams moderierte. In den folgenden Jahren eroberte Denver mit Songs wie Rocky Mountain High, Sunshine on my Shoulders, Thank God I’m a Country Boy oder Calypso immer wieder Top-Positionen in den Charts.

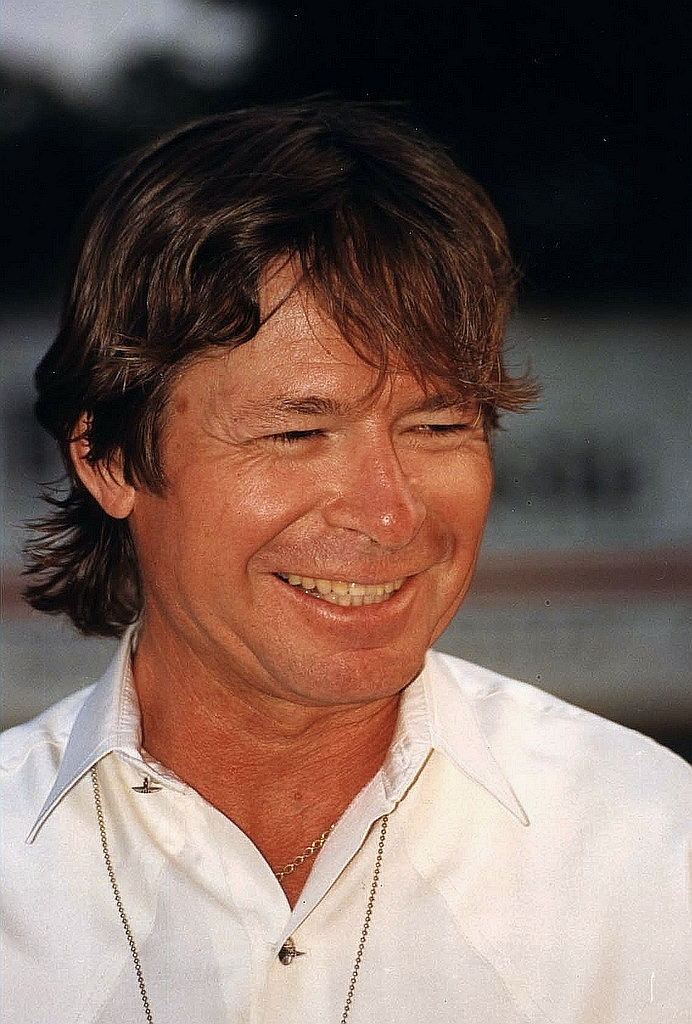
John Denver (1995)

Neben den eingängigen Melodien war es vor allem die natürlich-freundliche Ausstrahlung Denvers, die auch über Schallplatte den Zuhörer erreichte. Alle folgenden Alben und Singles waren erfolgreich. Der seiner Frau gewidmete Annie’s Song schaffte es auf Platz eins der Pop-Hitparade. Mit Back Home Again konnte er 1974 erstmals die Spitze der Country-Charts erobern. In diesem Jahr verkaufte Denver mehr Schallplatten als irgendein anderer Interpret. 
1975 wurde er mit den Preisen „Entertainer of the Year“ und „Song of the Year“ der Country Music Association ausgezeichnet. Das gleichnamige Album wurde Country-Album des Jahres, und von der Academy of Country Music wurde er zum besten Sänger des Jahres gewählt. Neben seinen musikalischen Aktivitäten hatte Denver einige Auftritte als Schauspieler (darunter Hauptrollen in Oh Gott 1977 und Foxfire 1987) sowie zahlreiche Fernsehauftritte wie beispielsweise in der Muppet Show, und er war fünfmal Gastgeber bei der Verleihung der Grammy Awards.
Im Februar 1995 nahm Denver in New York City in den Sony-Music-Studios ein zweistündiges Live-Album vor einem internationalen Publikum auf. Das Wildlife Concert wurde mit Hilfe des Gitarristen James Burton und dem Saxofonisten Jim Horn aufgenommen und war mit einer Reise durch 30 Jahre Musik ein großer Erfolg. 1996 wurde Denver in die Songwriters Hall of Fame aufgenommen.

### Wirken als Umwelt- und Friedensaktivist
Bereits auf seinen Alben der 1970er Jahre hatte Denver immer wieder Umweltthemen aufgegriffen. In den 1980er Jahren verstärkte er seinen Einsatz gegen Umweltzerstörung. Er arbeitete aktiv bei mehreren ökologischen und humanitären Projekten mit. 1985, noch zur Zeit des Kalten Krieges, wurde er als einer der ersten westlichen Musikstars in die Sowjetunion eingeladen. Durch diesen Besuch wurde er zu dem Abrüstungssong Let Us Begin inspiriert. Ein Jahr später unternahm er eine größere Tournee durch die UdSSR. 1992 folgte eine Tournee durch China.

### Familie
Denvers Vater, Henry John Deutschendorf sr., starb 1982 im Alter von 62 Jahren. Seine Mutter, Erma Louise Deutschendorf Davis, starb 2010 im Alter von 87 Jahren. Denver hat einen fünf Jahre jüngeren Bruder, der in Kalifornien lebt.
Denver war zweimal verheiratet: von 1967 bis 1982 mit Annie Martell und von 1988 bis 1992 mit der australischen Schauspielerin Cassandra Delaney. Aus erster Ehe hatte er zwei Adoptivkinder: einen Sohn (* 1974) und eine Tochter (* 1976). Aus zweiter Ehe stammt eine leibliche Tochter (* 1989).

### Tod

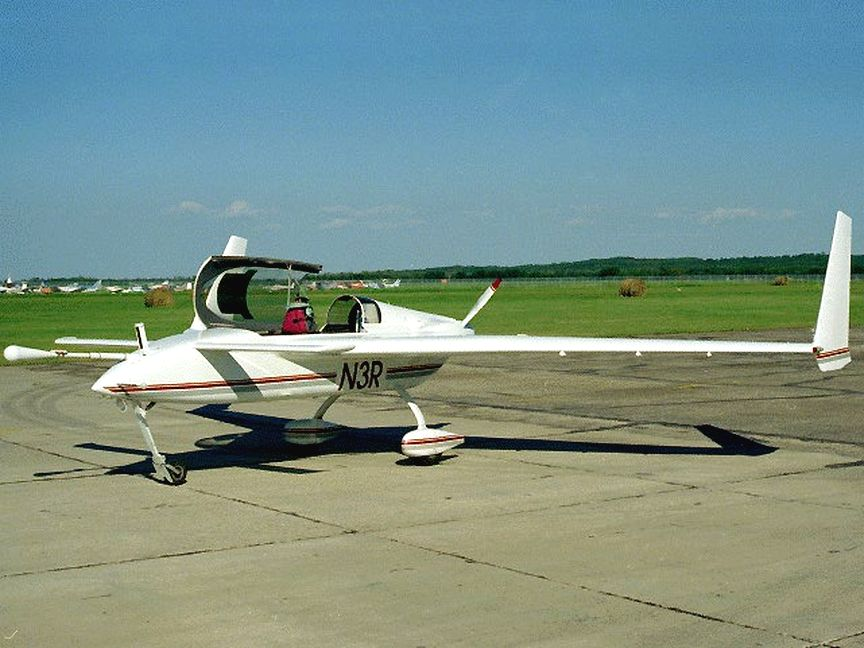
Rutan 61 Long EZ

Denver war ein begeisterter Flieger, der beim Absturz mit seinem neu erworbenen Leichtflugzeug Rutan 61 Long EZ ums Leben kam. Am 12. Oktober 1997 flog Denver nach mehreren Start- und Landemanövern über die Monterey Bay in Kalifornien. Er hatte angenommen, die Tankfüllung würde für die geplante Flugstunde ausreichen. Dies war nicht der Fall, und in 500 Fuß Flughöhe stoppte der Motor. 
Bei seinem Flugzeugmodell befand sich der Schalter, um zwischen den Tanks zu wechseln, hinter dem linken Sitz. Dieser war zudem sehr schwergängig und hatte keine Markierungen für die korrekte Stellung. Denver versuchte, den Schalter hinter sich umzulegen. Dafür musste er den Oberkörper drehen, wobei er das Steuer verriss und abstürzte. Er starb im Alter von 53 Jahren.
Der Flugzeugtyp war für die je nach Konfiguration falsch angeordneten Tankwahlschalter bekannt. Zum Zeitpunkt des Absturzes war Denver nicht im Besitz einer gültigen Fluglizenz, die ihm wegen fehlender medizinischer Tauglichkeit aufgrund von Alkoholproblemen entzogen worden war. Laut Obduktion war Denver beim Unfall aber weder durch Alkohol, Drogen oder Medikamente noch durch gesundheitliche Probleme beeinträchtigt gewesen.

## Ehrungen und Rezeption

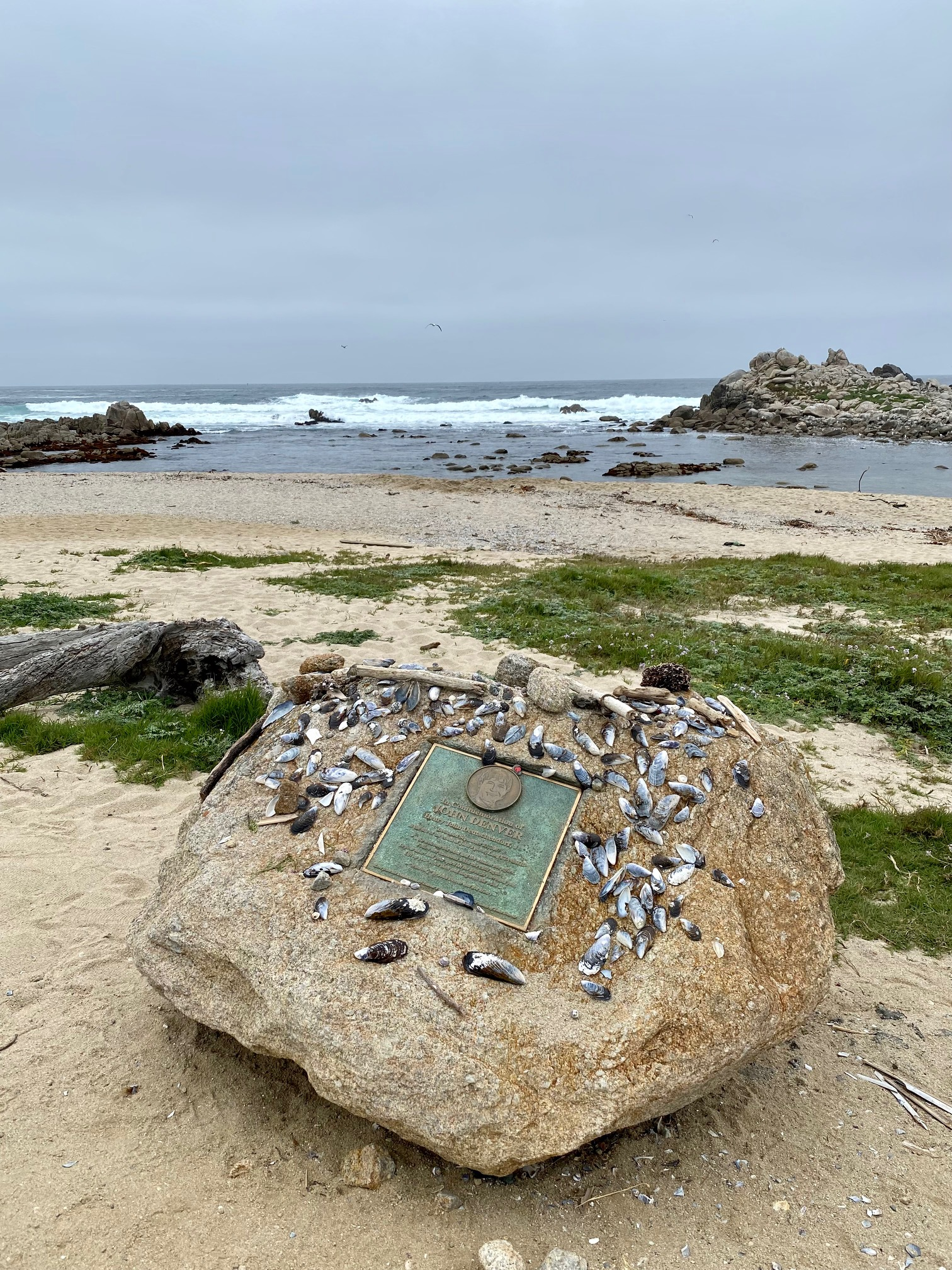
Gedenktafel für John Denver am Strand im kalifornischen Pacific Grove

2007 ernannte das Parlament von Colorado seinen Song Rocky Mountain High zur zweiten offiziellen Hymne des Bundesstaats. Im September desselben Jahres wurde am Strand bei Pacific Grove in Kalifornien zu Ehren Denvers an der Stelle des Flugzeugabsturzes eine Gedenktafel aus Bronze auf einem großen Stein eingeweiht.
Im März 2014 wurde der Song Take Me Home, Country Roads vom Parlament in West Virginia zur offiziellen Hymne erklärt. Im Oktober des Jahres wurde er mit einem Stern auf dem Hollywood Walk of Fame geehrt. In der Colorado Music Hall of Fame ist Denvers Karriere eine Ausstellung gewidmet. Die von Fans finanzierte Bronzestatue „Spirit“, die Denver mit einem Adler darstellt, ist dort ebenfalls zu finden.

## Diskografie
Studioalben

| Jahr | Titel Musiklabel                                                                 | Höchstplatzierung, Gesamtwochen, AuszeichnungChartplatzierungen (Jahr, Titel, Musiklabel, Platzierungen, Wochen, Auszeichnungen, Anmerkungen) | Höchstplatzierung, Gesamtwochen, AuszeichnungChartplatzierungen (Jahr, Titel, Musiklabel, Platzierungen, Wochen, Auszeichnungen, Anmerkungen) | Höchstplatzierung, Gesamtwochen, AuszeichnungChartplatzierungen (Jahr, Titel, Musiklabel, Platzierungen, Wochen, Auszeichnungen, Anmerkungen) | Höchstplatzierung, Gesamtwochen, AuszeichnungChartplatzierungen (Jahr, Titel, Musiklabel, Platzierungen, Wochen, Auszeichnungen, Anmerkungen) | Höchstplatzierung, Gesamtwochen, AuszeichnungChartplatzierungen (Jahr, Titel, Musiklabel, Platzierungen, Wochen, Auszeichnungen, Anmerkungen) | Anmerkungen |
| Jahr | Titel Musiklabel                                                                 | DE | AT | UK | US | Country | Anmerkungen |
| ---- | -------------------------------------------------------------------------------- | --- | --- | --- | --- | --- | --- |
| 1966 | John Denver Sings Selbstverlag                                                   | — | — | — | — | — | Erstveröffentlichung: Dezember 1966                                                                                  |
| 1969 | Rhymes & Reasons RCA Victor                                                      | — | — | UK21 Silber · (5 Wo.)UK | US148 (3 Wo.)US | — | Erstveröffentlichung: 14. Oktober 1969 Charteintritt in UK erst 1973                                                 |
| 1970 | Take Me to Tomorrow RCA Victor                                                   | — | — | — | US197 (2 Wo.)US | — | Erstveröffentlichung: 19. Mai 1970                                                                                   |
| 1970 | Whose Garden Was This? RCA Victor                                                | — | — | — | — | — | Erstveröffentlichung: 1. Oktober 1970                                                                                |
| 1971 | Poems, Prayers & Promises RCA Victor                                             | — | — | UK19 (5 Wo.)UK | US15 Platin · (80 Wo.)US | Country6 (26 Wo.)Country | Erstveröffentlichung: 6. April 1971 Charteintritt in UK erst 1973                                                    |
| 1971 | Aerie RCA Victor                                                                 | — | — | — | US75 Gold · (16 Wo.)US | Country37 (11 Wo.)Country | Erstveröffentlichung: 1. November 1971                                                                               |
| 1972 | Rocky Mountain High RCA Victor                                                   | — | — | UK11 (15 Wo.)UK | US4 ×2Doppelplatin · (53 Wo.)US | Country40 (2 Wo.)Country | Erstveröffentlichung: 15. September 1972 Charteintritt in UK 1973                                                    |
| 1973 | Farewell Andromeda RCA Victor                                                    | — | — | — | US16 Gold · (35 Wo.)US | — | Erstveröffentlichung: 7. Juni 1973                                                                                   |
| 1974 | Back Home Again RCA Victor                                                       | — | — | UK3 Gold · (29 Wo.)UK | US1 ×3Dreifachplatin · (96 Wo.)US | Country1 (64 Wo.)Country | Erstveröffentlichung: 15. Juni 1974                                                                                  |
| 1975 | Windsong RCA Victor                                                              | — | — | UK14 (21 Wo.)UK | US1 ×2Doppelplatin · (45 Wo.)US | Country1 (25 Wo.)Country | Erstveröffentlichung: 1. September 1975                                                                              |
| 1976 | Spirit RCA Victor                                                                | — | — | UK9 (11 Wo.)UK | US7 Platin · (30 Wo.)US | Country3 (25 Wo.)Country | Erstveröffentlichung: 16. August 1976                                                                                |
| 1977 | I Want to Live RCA Victor                                                        | — | — | UK25 (5 Wo.)UK | US45 Platin · (25 Wo.)US | Country10 (25 Wo.)Country | Erstveröffentlichung: 30. November 1977                                                                              |
| 1979 | John Denver RCA Victor                                                           | — | — | UK68 (1 Wo.)UK | US25 Gold · (15 Wo.)US | Country10 (16 Wo.)Country | Erstveröffentlichung: Januar 1979                                                                                    |
| 1980 | Autograph RCA Victor                                                             | — | — | — | US39 (17 Wo.)US | Country28 (18 Wo.)Country | Erstveröffentlichung: 26. Februar 1980                                                                               |
| 1981 | Some Days Are Diamonds RCA Victor                                                | — | — | — | US32 Gold · (30 Wo.)US | Country7 (35 Wo.)Country | Erstveröffentlichung: 1. Juni 1981                                                                                   |
| 1982 | Seasons of the Heart RCA Victor                                                  | — | — | — | US39 Gold · (33 Wo.)US | Country18 (30 Wo.)Country | Erstveröffentlichung: 17. Februar 1982                                                                               |
| 1983 | It’s About Time RCA Victor                                                       | — | — | UK90 (2 Wo.)UK | US61 (15 Wo.)US | Country55 (10 Wo.)Country | Erstveröffentlichung: 15. November 1983                                                                              |
| 1985 | Dreamland Express RCA Victor                                                     | — | — | — | US90 (19 Wo.)US | Country64 (8 Wo.)Country | Erstveröffentlichung: 3. Juni 1985                                                                                   |
| 1986 | One World Starcall Victor                                                        | — | — | UK91 (3 Wo.)UK | — | — | Erstveröffentlichung: 14. Juni 1986                                                                                  |
| 1988 | Higher Ground RCA Victor                                                         | — | — | — | — | Country49 (7 Wo.)Country | Erstveröffentlichung: 26. Juni 1988                                                                                  |
| 1990 | Earth Songs Windstar Records                                                     | — | — | — | — | — | Erstveröffentlichung: Juni 1990                                                                                      |
| 1990 | The Flower That Shattered the Stone Music Club                                   | — | — | — | US185 (6 Wo.)US | — | Erstveröffentlichung: 11. September 1990                                                                             |
| 1991 | Different Directions Windstar Records                                            | — | — | — | — | — | Erstveröffentlichung: 24. September 1991                                                                             |
| 1997 | All Aboard! Sony Music Nashville                                                 | — | — | — | US165 (1 Wo.)US | — | Erstveröffentlichung: 26. August 1997                                                                                |
| 1997 | Love Again / A Celebration of Life (1943–1997) CMC Records / River North Records | — | — | — | — | — | Erstveröffentlichung: 1997                                                                                           |
| 1998 | Forever, John RCA                                                                | — | — | — | — | — | Erstveröffentlichung: 29. September 1998 posthumes Studioalbum mit unveröffentlichten Titeln und Alternativversionen |

grau schraffiert: keine Chartdaten aus diesem Jahr verfügbar